# Hubói Hubay család

## Eredete
Ősrégi gömöri család, melynek ősi fészke Hubó, vagy régi nevén Huba községe. A család az 1200-as években már szerepel. 1290-ben Hubai Bátha fiáról, Hubay Istvánról történik említés. Hubai Póka fia, Péter 1315-ben fiainak, Miklósnak és Györgynek terheit is magára vállalván, megjelenik az egri káptalan előtt, hol kijelenti, hogy a Nagyvölgy nevű ősi birtokát, amely Hubó határából hasíttatott ki, minden tartozékával lányának, Katus asszonynak és férjének, Mártonnak, a Mikó fiának engedi át leány negyed fejében. Ugyanő 1353-ban lányával, özv. Keszi Mártonnéval s ennek fiával megjelent az egri káptalan előtt s a Gömör megyei „Készéi” földön fekvő ősi birtokát lányának s leszármazóinak adományozta, mivel fiai meghaltak.
Hubay Jakab fia, Pál 1366-ban Gömör megye nádori gyűlésén perbe fogta Készéi Márton özvegyét ezért a jószágért, azt vitatván, hogy Hubai Péter az ő unokatestvére lévén, intézkedése az ősi jószágról az ő beleegyezése nélkül érvényes nem lehetett. Felmutatta aztán az egri káptalan 1353-ban kelt okiratát, melyben Hubai Miklós unokája, Jakabnak pedig fia: Hubai János, az ő édestestvére, mindkettőjük nevében tiltakozott is az ellen, hogy Hubay Péter comes a Nagyvölgyet lányának adományozza, mivel az jogos úton az ő atyjukat illette volna, de ő mindenféle idézéssel zaklatván, megbüntettette s ezt a birtokot elfoglalta. Mivel Hubay Péter, Pókának fia neki unokatestvére volt, ősi jószágai is csak őreá maradhattak. Állításait bizonyítékokkal is megerősítette. A nádor ítélete alapján a fejérvári káptalan emberei a megyei kiküldöttekkel a helyszínen megbecsülték néhai Hubai Péter hubói, nagyvölgyi és keszői (kezeii) jószágát s azt négy egyenlő részre osztván, 74 részét Katus asszonynak, V4 részét Jakab fiának hasították. Katus asszony és fiai Keszeii fele részét kapták a Dancs fia, Jakab faluja és dél felől a Herbord fiai kezeii jószága szomszédságában, a többi birtokok azonban a felpereséi lettek.
1352-ben és a következő években hosszas per folyt a Hubay és a Dancs család között keszi birtokaik határai felett. A Hubaiak ebben a korban a Hubóval szomszédos Herepán községében Szt. Demeter tiszteletére alapított egyháznak kegyurai voltak. Herepán községét egyházáról később Szt. Demeternek hívták; mint puszta, ma is e néven ismeretes. Bebek Detre nádor parancsára 1398-ban a jászói konvent embere Otro- kocsi Domokos fia, István nádori biztossal Hubay Domokos fiát, Miklóst, aztán Hubay György fiát, Jánost és Pál fiát, Demetert ellentmondás nélkül bevezette Szt. Demeter egyházának kegyúri jogaiba.
1411-ben Hubay Miklósnak fia, János azzal a kérelemmel járult Zsigmond király színe elé, hogy erősítené meg őket Hubó községének birtokában. A király Visegrádon kelt új adománylevelében, hivatkozva a Hubayaknak a haza mellett szerzett érdemeire, megerősíti a családot ősi birtokában; mire a jászói konvent Hubay Miklós fiait, Jánost és Gáspárt, Hubay György fiait, Márkot, Tamást és Benedeket, másik Hubay Miklósnak fiait, Lászlót és Istvánt, Hubay Demetert és két fiát, Jánost és Andrást, végre Hubay Lászlónak fiát, Pált ellentmondás nélkül iktatta be abba. A király adománylevelét és az iktatólevelet 1412-ben függőpecsét alatt, kiváltságos alakban kiadja.
A család a Lócipusztán is birtokos volt az 1400-as években. Hubay Sebestyénnek fia, Lukács anyjának, özv. Margit asszonynak és gyermekeinek, Katának, Miklósnak, Antalnak és Margitnak a nevében is 17 aranyforintban zálogosítja el Felsőlóc helységének felét.

## Viselt tisztségek
A családból Hubay István 1547-1550-ben szolgabírája Gömörnek. Hubay János 1604-1610 között szintén szolgabíránk volt. A Hubayak közül mind ebben, mind a későbbi századokban még sokan viseltek megyei tisztségeket. Hubay György, István, Ferenc és másik István Rákóczy kurucai közt küzdöttek a haza függetlenségéért. Hubay Pál az 1700-as évek végén megyénk ügyésze volt, Hubay Ádám strázsamestert pedig 1800-ban a nógrádi gyalogos nemesség századának főhadnagyává választották. A család jelesebb fiai közül ki kell még emelnünk Hubay Józsefet, aki 1847-ben személynöki ítélőmester volt, 1859-ben pedig a pesti törvényszék elnöke.
A család ma is igen kiterjedt, amely Hubón, Martonfalán, Felsővályon, Tatán, Naprágyon és más helységekben virágzik. Disznóshorváton is él a családnak egy hatalmas törzse, ahonnan Nyárádra is átszármaztak. Egy másik ága Tállyán telepedett le, melynek őse, Hubay Pál 1758-ban mint Hubay Ferenc hubói lakos fia, bizonyítványt kapott nemességéről. Mádon is élnek a családból. Hubay László fia, Pál 1772-ben Lövön lakott. Gömörtől ebben az évben nemesi bizonyítványt nyert. Végre a szolnoki ágról is említést kell tennünk, ahol a jelenben is virágzik a családnak egy hajtása.
/ Forrás: Mihányfalusi Forfon Mihály: Gömör-Kishont vármegye nemes családai /

## Családfák
I. tábla
Az ábrán látható Pál és György
II. tábla
III. Tábla ( saját kutatás )
A III. táblán az  I. táblán szereplő személyekkel kapcsolatos kapcsolódások, kiegészítések:
Hubay Demeter ( I. tábla) másik fia- Hubay György, felesége Uza Borbála - lányuk Hubay Borbála, akinek férje Bodon Farkas
A III. tábla, Hubay Demeter ( I. tábla) fia-Hubay Antal ( I. tábla ) fia- Hubay Demeter-től levezetve
A III. táblán zölddel jelölt Hubay Erzsébet
Hubay Erzsébet bátyja, Hubay László
Hubay Erzsébet, Hubay Mária és Hubay László édesanyja mellétei Barna Julianna ( mellétei Barna Család ) apja Hubó Hubay Kálmán

## Anyakönyvi kivonatok
Hubay László, Hubay Mária és Hubay Erzsébet dédszüleinek a házassági anyakönyvi bejegyzése ( Hubó )
Hubay László, Hubay Mária és Hubay Erzsébet nagyszüleinek a házassági anyakönyvi bejegyzése ( Hubó )